# Petőfi Rádió
Petefi radio (mađ. Petőfi Rádió) je mađarska državna radio stanica sa sedištem u Budimpešti.

## Istorijat
Petefi radio je drugi program mađarskog radija i predstavlja jednu od 6 stanica u sklopu mađarskog radija, ime je dobila po pesniku Šandoru Petefiju, koji je imao srpsko poreklo (Aleksandar Petrović). 
Program je počeo ponovo da emituje 4. juna 2007. godine. Ciljani su slušaoci u dobu od 18 do 39 godina. Osnovu programa čini moderna muzika i prenosi sportskih dešavanja. Najpoznatija radijska emisija do sada emitovana je porodica Sabo (Szabó család)
Pored Petefi radija (MR 2) postoje još i Košut radio MR1 ime dobio po Lajošu Košutu pesniku, Bartok radio (MR 3) ime dobio po kompozitoru Beli Bartoku, zatim Danko radio (MR 6) kao i Narodni kanal koji emituje prenose skupštine i Duna World radio.
Radio stanica zbog dobre konfiguacije terena i jakog signala pokriva teritoriju cele Mađarske ali i teriorije okolnih država. Preko satelita Eutelsat (Eutelsat 13° istočno) pokriva teritoriju cele evrope i bliskog istoka. 
Radio takodje i koristi i moderne tehnologije kao što je RDS (sitem prenosa digitalnih podataka kroz mrežu ultra-kratkih talasa, naziv stanice i program koji se trenutno emituje) u sklopu kojeg je i radio tekst (RADIO TEXT) gde idu podaci o stanici sa brojem telefona, kao i informacija o tačnom vremenu CT (clock time).

## Frekvencije
- Budimpešta 94,8 (MHz)
- Čavolj 89,4
- Debrecin 89,0
- Đer 93,1
- Kab-heđi 93,9
- Kekeš 102,7
- Kiškereš 95,1
- Komadi 96,7
- Miškolc 102,3
- Nađkanjiža 94,3
- Pečuj 103,7
- Sopron 99,5
- Segedin 104,6
- Senteš 98,8
- Tokaj 92,7
- Ozd 90,3
- Vašvar 98,2

## Spoljašnje veze
- Zvanični sajt radija
- MR 2radio uživo Архивирано на веб-сајту  (8. април 2017)